# Nickel City Opera

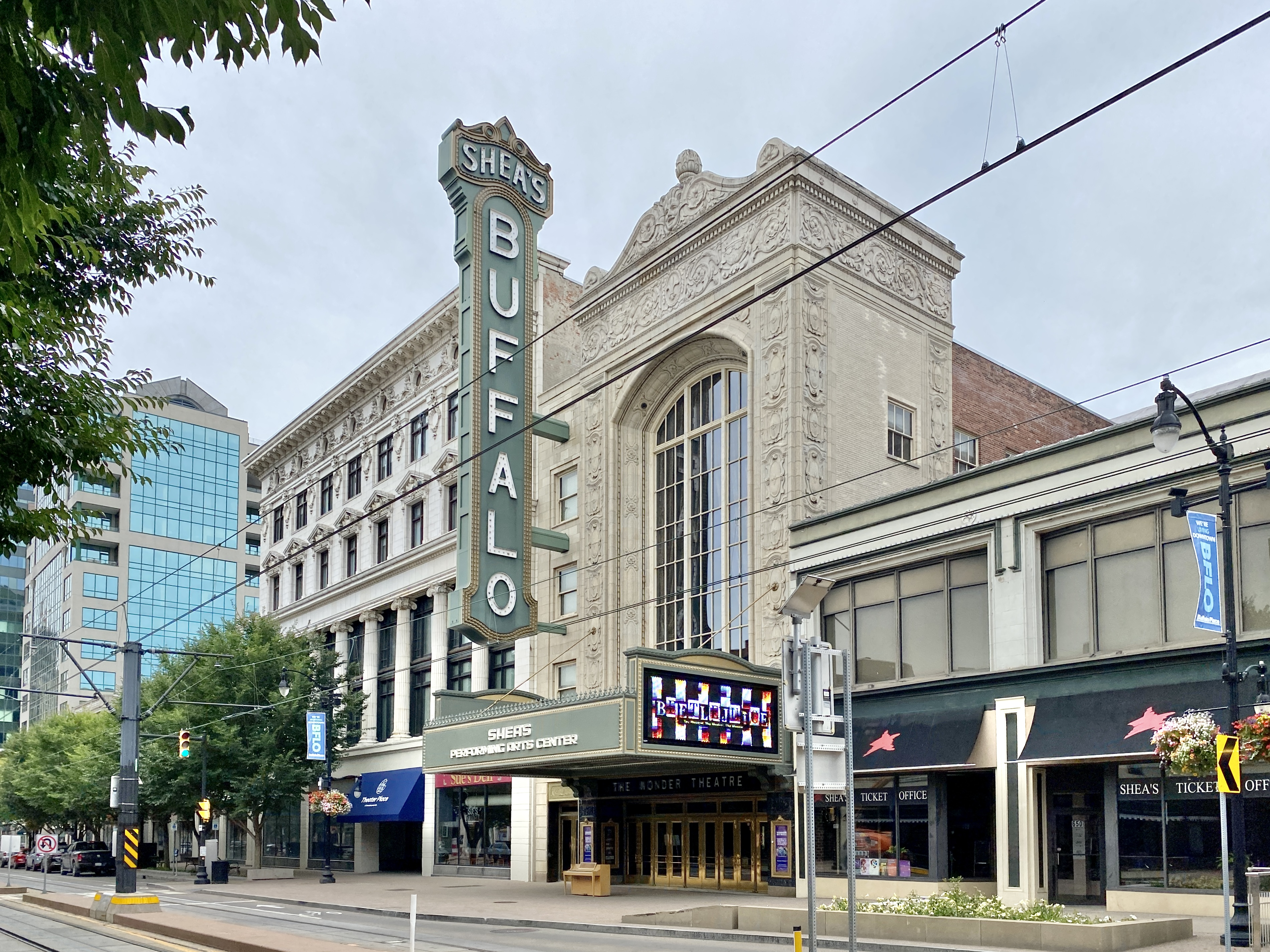
Das Shea’s Performing Arts Center in Buffalo, Hauptspielstätte der Nickel City Opera

Die Nickel City Opera (auch NC Opera Buffalo und NCO) ist eine US-amerikanische Opernkompagnie mit Sitz in Buffalo, New York. Die NCO wurde im Jahr 2004 von Valerian Ruminski gegründet, vergab eine Auftragskomposition im Bereich der Oper und produzierte einige Uraufführungen maßgeblicher Opern. Die NCO arbeitet mit dem Buffalo Philharmonic Orchestra zusammen und führt ein vielfältiges Repertoire an Opern vom Barock des 18. Jahrhunderts, Belcantoopern des 19. Jahrhunderts, Opern der Minimal Music des 20. Jahrhunderts und zeitgenössischen Opern des 20. und 21. Jahrhunderts auf. Diese Opern werden in szenischen Produktionen präsentiert, deren Stil von solchen mit aufwändigen, traditionellen Bühnenbildern und Dekorationen bis hin zu solchen mit modernen konzeptionellen Designs reicht.
Die NCO hat ihre Hauptspielstätte im Shea’s Performing Arts Center im Theaterviertel in der Innenstadt von Buffalo, das mit 3019 Sitzplätzen zu den größen Opernhäusern der Vereinigten Staaten zählt. Das Shea's Performing Arts Center wurde von der bekannten Architektenfirma Rapp and Rapp aus Chicago entworfen. Das Opernhaus wurde dem Stil europäischer Opernhäuser nachempfunden und in einer Kombination aus französischen und spanischen Barock- und Rokokostilen dekoriert. Das Interieur wurde mit meist heute noch vorhandenen Elementen vom weltbekannten Designer und Künstler Louis Comfort Tiffany entworfen.
Die ursprüngliche Zahl von 4000 Sitzplätzen wurde in den 1930er Jahren auf die heutige Zahl von 3019 Sitzplätzen reduziert, nicht zuletzt um dadurch den Platz für das Orchester durch Vergrößerung des Orchestergrabens zu erweitern.
Die NCO veranstaltet außerdem Vorstellungen im Riviera Theater in North Tonawanda, im Nichols Flickinger Performing Arts Center in Buffalo, im Artpark Mainstage Theater und im Artpark Amphitheater im Earl W. Brydges Artpark State Park in Lewiston (New York).

## Geschichte
Die Nickel City Opera wurde 2004 gegründet und produzierte im Juni 2009 im Riviera Theater ihre erste Oper mit Rossinis Barbier von Sevilla. Im folgenden Jahr, 2010, wurde Rigoletto von Verdi in einer Opernproduktion produziert.
Die NCO hat heute ein Repertoire von mehr als 30 Opern, darunter Il trovatore, über La Bohème, Don Pasquale, La fille du régiment, Rigoletto, L’elisir d’amore, Tosca, Il tabarro, Carmen, Il barbiere di Siviglia, I Pagliacci, Der Schauspieldirektor, Salome, Le nozze di Figaro, La traviata, Il barbiere di Siviglia, Amahl and the Night Visitors von Gian Carlo Menotti bis hin zur Oper The Music Shop von Richard Wargo.
Sänger wie Adam Klein, Elizabeth Blancke-Biggs, Victoria Livengood, Eduardo Villa, Ray Chenez, James Wright, Eric Fenell, John Packard, Zulimar López-Hernández, Marc Freiman, Michele Capalbo, David MacAdam und Marieterese Magisano traten in Produktionen der NCO auf.
Im Jahr 2011 präsentierte die NCO als besonderes kulturelles Ereigneis eine Produktion der Oper Il tabarro von Giacomo Puccini in der Regie von Henry Akina an Bord des stillgelegten Zerstörers USS The Sullivans (DD-537), eines Kriegsschiffes der United States Navy, das mit dem Status eines National Historic Landmarks heute eines der Wahrzeichen von Buffalo ist und als Museumsschiff im Buffalo and Erie County Naval & Military Park vor Anker liegt. Die USS The Sullivans (DD-537) war dabei integraler Bestandteil der Inszenierung.
Mit der Spielzeit 2016/17 wurde Matthias Manasi Musikdirektor (Music Director) und Chefdirigent der Nickel City Opera. 2017 dirigierte Matthias Manasi eine Produktion von Der Schauspieldirektor von Mozart, bei deren musikalischer Interpretation die historische Aufführungspraxis eine besondere Berücksichtigung erfuhr, was von der Kritik besonders gewürdigt wurde.
Während der COVID-19-Pandemie konnte die NCO ab März 2020 keine Opernaufführungen mehr im Shea’s Performing Arts Center durchführen. Eine für den 7. bis 29. August 2021 im Artpark im Earl W. Brydges Artpark State Park geplante Produktion von Verdis Aida wurde aufgrund von Einschränkungen im Zusammenhang mit der COVID-19-Pandemie  abgesagt. Im Juni 2023 produzierte die NCO eine Wiederaufnahme von Rossinis Il barbiere di Siviglia im Nichols Flickinger Performing Arts Center und führte diese auch im neu restaurierten, historischen Hollywood-Theater in Gowanda, NY auf.
Zu den internationalen renommierten Bühnenregisseuren, die an der NCO Opern inszenierten, zählen David Grabarkewitz, der 2008 die Emmy-preisgekrönte Produktion von Puccinis Madama Butterfly an der New York City Opera für Public Broadcasting Service inszenierte und Marc Verzatt, der 2006 von der Zeitschrift Classical Singer als „herausragender Bühnenregisseur des Jahres“ ausgezeichnet wurde.

### Opera America Service Award
Im Mai 2017 verlieh Opera America der NCO und Valerian Ruminski, dem Künstlerischen Leiter der NCO, ihren jährlichen Service Award, der diejenigen würdigt, die „die Oper in ihren Gemeinden fördern und unermüdlich daran arbeiten, die höchstmögliche künstlerische Qualität und gemeinnützige Arbeit zu gewährleisten.“ Bei der Zeremonie sagte Marc A. Scorca, der Präsident und CEO von Opera America, in Dallas: „Im Namen der Mitarbeiter und der Mitglieder von Opera America nehmen Sie bitte meine Glückwünsche entgegen und wir danken Ihnen für Ihren außergewöhnlichen Beitrag auf dem Gebiet der Oper.“

## Welt- und US-Premieren
Im Juni 2016 produzierte die NCO die Weltpremiere der Oper SHOT!, einer von der Komponistin Persis Vehar komponierten Oper mit einem Libretto von Gabrielle Vehar. Das Thema dieser Oper handelt von der Ermordung des Präsidenten William McKinley und kam im Shea’s Performing Arts Center in der Regie von David Grabarkewitz zur Uraufführung. Die Gesangspartie des Präsidenten William McKinley wurde von Valerian Ruminski gesungen, die Rolle der Ida McKinley wurde von Marieterese Magisano mit John Packard als Leon Czolgosz, Michele Capalbo als Emma Goldmann und Fred Furnari als Buffalos Police Superintendent Bull sowie einem Chor mit 40 Sängern gesungen und von den Musikern des Buffalo Philharmonic Orchestra begleitet. Die Bühnenbilder stellten Szenen der Panamerikanischen Ausstellung von 1901 mit mehr als 12 Meter großen Projektionen der Original-Aufnahmen von Thomas Edison der Ausstellung von 1901 und mit seltenen historischen Fotos nach.
Im Juni 2021 präsentierte die NCO zusammen mit dem Sotto Voce Vocal-Collective in der Unitarian Universalist Church in Buffalo der Öffentlichkeit die Weltpremiere der Oper The Second Sight der Komponistin Jessie Downs.

## Direktoren

### Musikdirektoren / Chefdirigenten
Michael Ching war von 2012 bis 2017 Musikdirektor (Music Director) und Chefdirigent der NCO. Matthias Manasi war von 2017 bis 2021 Musikdirektor (Music Director) und Chefdirigent der NCO. Die NCO arbeitete auch mit renommierten Gastdirigenten zusammen, die hier nicht aufgeführt sind.
- Michael Ching (Musikdirektor (Music Director) 2012–2017)
- Matthias Manasi (Musikdirektor (Music Director) 2017–2021)

### Regisseure
Zu den Regisseuren der Opernproduktionen der NCO zählen international bekannte Regisseure wie der Regisseur David Grabarkewitz, der 2008 für seine Inszenierung von Puccinis Madama Butterfly an der New York City Opera für Public Broadcasting Service mit einem Emmy ausgezeichnet wurde. An der NCO inszenierte außerdem der Regisseur Marc Verzatt, der 2006 von der Zeitschrift „Classical Singer“ als „herausragender Bühnenregisseur des Jahres“ ausgezeichnet wurde.

## Spielstätten
Hauptspielstätte der NCO ist das Shea’s Performing Arts Center (3019 Sitzplätze) in der Innenstadt von Buffalo. Weitere Spielstätten der NCO sind das Riviera Theater (1140 Sitzplätze) in North Tonawanda, das Artpark Mainstage Theater (2400 Sitzplätze) und das Artpark Amphitheater (4400 Sitzplätze) im Earl W. Brydges Artpark State Park an der Niagara-Schlucht in Lewiston sowie das Nichols Flickinger Performing Arts Center (460 Sitzplätze) in Buffalo, New York (Bundesstaat).

## Auszeichnungen
- 2017: Service Award[75] von Opera America